# Nécropole nationale de Biaches
La nécropole nationale de Biaches est un cimetière militaire français de la Première Guerre mondiale situé sur le territoire de la commune de Biaches, près de Péronne, dans le département de la Somme.

## Historique
Pendant la Bataille de la Somme de 1916, Biaches formait un saillant sur la Somme, qui fut le théâtre d'attaques très violentes. Le lieu-dit La Maisonnette, situé les hauteurs de Biaches dominant Péronne fut prise et reprise lors de combats acharnés, à sept fois par chaque camp.
De 1920 à 1936, on a transféré dans cette nécropoles les dépouilles de soldats provenant d'autres cimetières militaires désaffectés du département.
La nécropole nationale de Biaches a été rénovée en 1974. 

## Caractéristiques
La superficie de ce cimetière est de 0,6 ha. 1 362 dépouilles de soldats français y sont inhumées dont, 1 040 en tombes individuelles et 322 en deux  ossuaires.